# Podo
Podo ist ein Dokumentarfilm des DEFA-Studios für Dokumentarfilme von Peter Rocha aus dem Jahr 1988.

## Handlung
Während eines Heavy-Metal-Konzerts der Gruppe Biest lernen wir Podo kennen, der eigentlich Frank heißt. Am nächsten Morgen um 4:30 Uhr fängt er in einer volkseigenen Bäckerei an zu arbeiten. Er ist eigentlich kein ausgebildeter Bäcker, musste aber seinen erlernten Beruf als Facharbeiter für Nachrichtentechnik wegen Krankheit aufgeben. Deshalb begann er in einer Bäckerei zu arbeiten, wo ihn sein jetziger stellvertretender Brigadeleiter Eginhard kennenlernte, der dort als Aushilfe eingesetzt war. Das ist nun etwa zwei Jahre her und gleich am ersten Tag kommt Podo zwei Stunden zu spät zur Arbeit. Doch er wollte in dieser Brigade sowieso aufhören, da er verzweifelt war, denn er hatte seinen Krankenschein selbst um zwei Tage verlängert. Auch die Arbeit sagte ihm nicht zu, denn er wurde meistens als Springer eingesetzt, das heißt, er musste von der Früh- in die Nachtschicht wechseln und umgekehrt. Er fühlte sich umher gestoßen und ausgenutzt, denn er musste auch noch die Wochenendschichten übernehmen. Für sein Auftreten und für die Geschichte mit dem Krankenschein, wurde er von seinem Vorgesetzten richtig heruntergeputzt.
Dem 20 Jahre älteren Kollegen Eginhard tat er in dieser Situation leid, weil er so hilflos war, vermutete der doch einen guten Kern in Podo. Da dieser aber auch zupacken kann, nahm er in mit in seine Produktionsabteilung und übernimmt die Patenschaft für ihn. Doch anfänglich gibt es auch hier Probleme, da Podo weiterhin häufig zu spät kommt, was bis zum Lohnabzug führt. Doch Eginhard gibt nicht auf, holt ihn von zu Hause ab, wenn er verschlafen hat und führt lange Gespräche mit ihm, um die Ursachen des Verschlafens herauszufinden. Aber auch Eginhard kann noch etwas lernen, denn er erfährt, um was für eine Musik es sich bei Heavy Metal handelt und welche Probleme den Jüngeren bewegen. Jetzt hat Eginhard für Podo eine Qualifizierung beantragt, damit dieser den Beruf eines Bäckers erlernen kann. In einem Gespräch spricht Podo auch schon mal von Freundschaft, die sich zwischen beiden entwickelt hat und der Ältere ist für Podo heute fast ein Vater geworden.

## Produktion und Veröffentlichung
Für die Dramaturgie war Irmgard Ritterbusch verantwortlich.
Podo wurde von der künstlerischen Arbeitsgemeinschaft Kontakt unter dem Arbeitstitel Brotmacher in der Kaufhallenbäckerei „Kuckucksruf“ in Potsdam – Waldstadt auf ORWO-Color gedreht und hatte Anfang Oktober 1988 seine erste nachweisbare Aufführung während der 37. Internationalen Filmwoche in Mannheim. Die erste Ausstrahlung im Fernsehen erfolgte am 7. Juni 1990 im ZDF.

## Kritik
Volker Müller schrieb im Neuen Deutschland:

„Peter Rochas Bäckergeschichte ‚Podo‘ vermittelte mit heiterer Gelöstheit ein schönes Beispiel unkonventionellen Zusammenraufens von jung und alt, die Szenen hätten des literarisierenden Aufputzes im Text sicher nicht bedurft.“